# Urundel
Urundel est une localité argentine située dans la province de Salta et dans le département d'Orán.

## Démographie
La localité comptait 2 874 habitants (Indec, 2001), ce qui représente une augmentation de 35,1 % par rapport aux 2 127 habitants (Indec, 1991) du recensement précédent.

## Sismologie
La sismicité de la province de Salta est fréquente et de faible intensité, avec un silence sismique de séismes moyens à graves tous les 40 ans,.